# Jennifer Rae Daykin
Jennifer Rae Daykin (nasceu em 21 de janeiro de 1995) é uma atriz britânica.